# 시티즌 뉴스
시티즌 뉴스(Citizen News, 중국어: 眾新聞)는 홍콩에 기반을 둔 온라인 뉴스 웹사이트였다. 이 플랫폼은 2017년 1월 1일에 시작되었으며, 언론에 대한 정부의 단속으로 인해 2022년 1월 4일에 폐쇄되었다.

## 설립과 성장
시티즌 뉴스는 성공적인 크라우드펀딩 캠페인 이후 2017년에 설립되었다.
시티즌 뉴스는 명보 전 편집장 케빈 라우와 전 HKJA 의장 데이시 리를 포함한 10명의 베테랑 언론인에 의해 설립되었다. 그들은 당시 홍콩에서 악화되는 언론의 자유에 대한 우려를 표명하고, 언론의 전문성을 확보하기 위해 새로운 플랫폼을 시작하기를 희망했다. 시티즌 뉴스는 운영과 성장을 유지하기 위해 대중의 기부에 의존했다.
시티즌 뉴스는 심층적이고 편향되지 않은 지역 뉴스 보도에 중점을 두었으며, 특히 법적 및 정치적 문제에 중점을 두었고, 주류 언론이 다루지 않는 공백을 메우는 데 집중했다. 이 언론사는 2021년 1월 18일에 케이블 텔레비전 중국 뉴스 그룹의 기자들을 인력 감축에 항의하여 사임한 후 영입하며 확장했다. 또한 RTHK에서도 직원이 이탈한 후 영입했는데, 이는 점점 더 정부 지향적이고 검열된 정치 보도에 대한 반발 때문이었다.

## 폐쇄

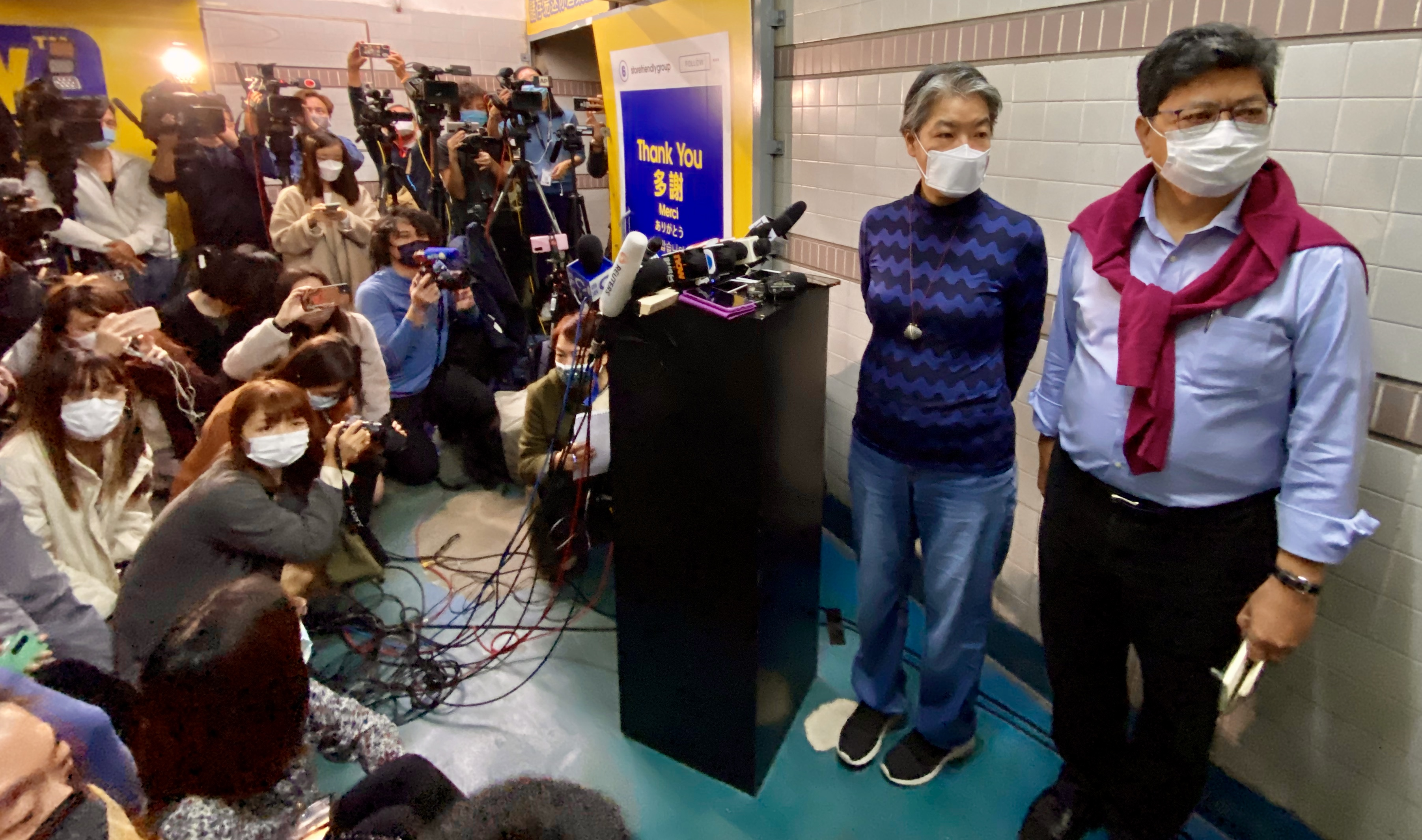
2022년 1월 3일, 시티즌 뉴스는 다음 날 언론사가 폐쇄될 것이라고 발표하는 기자회견을 열었다.

이 언론사는 논란이 된 국가보안법이 통과된 후 불분명한 "법적 경계"를 이유로 2022년 1월 4일에 폐쇄되었다. 운영 중단 결정은 직원들의 안전을 보장하기 위해 내려졌다. 1월 2일의 갑작스러운 발표는 다른 반정부 성향 온라인 뉴스 플랫폼인 스탠드 뉴스가 습격당하고 폐쇄된 지 며칠 만이었고, 애플 데일리가 비슷하게 폐쇄된 지 몇 달 만이었다.
폐쇄 당시 시티즌 뉴스는 청사완의 뉴스룸에서 일하는 약 40명의 팀을 고용하고 있었다.
홍콩기자협회는 폐쇄에 대해 슬픔을 표명했다. 반면 베이징의 대변인 문회보는 시티즌 뉴스, 스탠드 뉴스, 애플 데일리의 폐쇄를 "자해"라고 언급했다. 캐리 람 홍콩 행정장관은 시티즌 뉴스가 자체적으로 폐쇄를 결정했으며, 따라서 이 사건은 출판의 자유 감소 문제가 아니라고 밝혔다.

## 수상
- 인권 언론상 2018[13]
  - 멀티미디어 부문 – 응 위엔 잉의 "시민 불복종의 법적 기록" (수상)
  - 텍스트 & 인쇄 – 논평 부문 – 앨빈 럼의 "합동 검문: 영국과 프랑스 법에서 어떻게 이루어지는가" (장려상)
  - 3차 – 텍스트 부문 – 총 하이우 퉁의 "6월 4일 톈안먼 광장 학살 28주년 시리즈" (장려상)
- 인권 언론상 2019[14]
  - 논평 작성 부문 – 응 위엔 잉의 "세 명의 법무부 장관이 직원과 관련 없는 10건에 대해 외부 자문을 구했다" (수상)
  - 속보 작성 부문 – 타이 칭 헤이의 "에드워드 렁과 6명이 몽콕 분쟁에서 폭동 선동 혐의로 기소되었다" (장려상)
  - 탐사 특집 작성 부문 – 잎 킷 밍의 "아이들을 구하자": 아동 학대 문제 조사" (장려상)
- 인권 언론상 2020[15]
  - 설명 특집 작성 부문 – 응 위엔 잉의 "3명의 변호사가 유럽 사례 인용: STS(특수 전술팀) 유니폼에 경찰 번호가 표시되지 않는 것은 위헌" (장려상)
  - 멀티미디어 부문 – 청 하이 킷, 이곤 성, 체리 웡의 721 위안롱 테러 공격 인터랙티브 페이지 (장려상)